# 下左近多喜男
下左近 多喜男（しもさこん たきお、1948年12月16日 - ）は、大阪府出身の日本の経営システム工学者・経営学者。大阪工業大学校友会副会長・第9代工経会会長、青藍会第2代会長。経営学博士（大阪大学）・工学修士（大阪工業大学）。日本経営システム学会(JAMS)理事。グローバル経営学会理事長。日本生産管理学会元副会長。日本ロジスティクスシステム学会元副会長。日本セキュリティ・マネジメント学会元理事。
専門は、経営システム工学・経営工学、経営学・経営管理、技術経営(MOT)・技術マネジメント（特にQC/TQM、MRP、OR）、社会システム工学、経済工学・マーケティング科学。

## 略歴
1971年大阪工業大学工学部工業経営学科（のちの経営工学科）卒業。1973年同大学院工業経営学専攻修士課程修了、工学修士。1974年同大学工学部助手。1978年大阪大学大学院工学研究科応用物理学専攻数理コース博士課程単位取得認定退学。のちに、同大学大学院経済学研究科で経営学博士（大阪大学）号を取得。大阪工業大学工学部経営工学科（現：情報科学部データサイエンス学科）講師などを経て、2009年同学部技術マネジメント学科准教授。2014年グローバル経営学会理事を経て、同学会理事長。グローバル人材育成センター顧問も務める。また、大阪工業大学校友会顧問・工経会会長も務める。
大阪工業大学工学部経営工学科・技術マネジメント学科において30年以上の長きにわたり教鞭を執り、日本生産管理学会・日本ロジスティクスシステム学会副会長、日本経営システム学会理事などを歴任し、経営システム工学の発展・普及に貢献した。

## 主な著書
- オペレーションズ・リサーチの基礎（共著、マグロウヒル1979、学術書）
- 21世紀の経営システム（共著、東方出版2001、学術書）[6]
- 生産管理ハンドブック(第8章)（共著、日刊工業新聞社1999、学術書）
- 現代生産管理―情報化・サービス化時代の生産管理（共著、朝倉書店2003、学術書）[7]
- 工程管理（日刊工業新聞社1995、学術書）
- マーケット分析法（日刊工業新聞社1995、学術書）
- 情報処理要論（共著、朝倉書店1990、学術書）
- 図説 コンピュータ・リテラシ（共著、ムイスリ出版2001、学術書）[8]

## 主な研究
- 国際電子商取引システムの構築と運用に関する研究
- 生鮮野菜の新CHN電子決済物流システムの開発
- 在庫管理における劣化の特性に関する研究[9]
- 製品出荷業務における最適化輸送システムの研究[10]
- 物流企業におけるISO9001とTQMの融合に関する研究[11]
- リサイクルを考慮した生産環境情報システムの研究[12]
- 電子商取引における情報セキュリティに関する研究
- メッシュ・データを用いた市場分析による販売計画[13]